# Mastrus polychrosidis
Mastrus polychrosidis är en stekelart som först beskrevs av Joseph Augustine Cushman 1919.  Mastrus polychrosidis ingår i släktet Mastrus och familjen brokparasitsteklar. Inga underarter finns listade i Catalogue of Life.